# 332P/Ikeya-Murakami
332P/Ikeya-Murakami o también 332P/2010 V1 (Ikeya-Murakami) es un cometa periódico descubierto el 3 de noviembre de 2010 por los astrónomos aficionados japoneses Kaoru Ikeya y Shigeki Murakami de manera independiente, unas semanas después de su paso por el perihelio, que tuvo lugar el 13 de octubre, lo que solo permitió un tiempo de observación de ochenta días, recibiendo en ese momento la denominación P/2010 V1. Es un cometa de la Familia de Júpiter de tipo Encke, con una órbita interior a la del planeta Júpiter. En el paso por el perihelio de 2016 se pudo observar que se estaba fragmentando en diferentes núcleos. 

## Órbita
Presenta un parámetro de Tisserand de TJ de 3,013 lo que hace de él un cometa de tipo Encke dentro de la Familia de Júpiter, con una órbita contenida dentro de la de Júpiter y con un perihelio cercano a la de Marte, a aproximadamente 1,6 UA, y un periodo orbital de 5,41  años. Simulaciones sobre su órbita indican que al menos durante los últimos 100 años ha presentado el perihelio alrededor del actual, lo que indica que su descubrimiento tan reciente se debe a su incremento de magnitud, fue reportada una magnitud 9 en el momento de su descubrimiento, debido al estallido que sufrió. Se supone que el núcleo debía de estar cubierto de un manto de polvo que reducía su brillo y la posibilidad de su detección. Suponiendo un albedo geométrico de 0,04, típico de los cometas, se ha determinado el radio de su núcleo en 1850 m.
Los parámetros orbitales del cometa son prácticamente idénticos a los del cometa 412P/WISE. Se ha sugerido que ambos cometas proceden de un mismo núcleo progenitor que se escindió hace aproximadamente un centenar de años.

## Características físicas
En el momento de su descubrimiento presentaba un aspecto particular con una nube de gas y polvo alrededor del núcleo. Se concluyó que ese aspecto era debido a un estallido de su núcleo, semejante al del cometa 17P/Holmes, emitiendo partículas de polvo muy finas, de entre 0,3 y 1 μm, a una velocidad de 500 m/s mientras que la coma se componía de partículas de tamaños más variados, entre 0,4 y 570 μm y velocidades entre 7 y 390 m/s.
La energía cinética total contenida en las partículas emitidas fue calculada en 5,0 × 1012 J, y una cantidad igual o superior se le supone a la emitida en el momento del estallido. La energía emitida por unidad de masa es de aproximadamente 1 x 104 J/Kg, semejante a la emitida por el cometa 17P/Holmes, aproximadamente un 10% de la energía liberada por la cristalización de hielo de CO amorfo, uno de las posibles causas propuestas para estos estallidos.
En diciembre de 2015, tras la recuperación del cometa antes de su paso por el perihelio el 14 de marzo de 2016, se pudo observar que el cometa se había fragmentado en dos núcleos principales, hoy denominados A y C, y decenas de fragmentos de brillo más débil y de menor tamaño que a su vez evolucionaban a su vez creando nuevos y desapareciendo otros. Simulaciones sobre el comportamiento dinámico de los fragmentos indican que después del estallido de 2010, tras su paso por el perihelio y en su viaje al sistema solar exterior, empezó a fragmentarse y evolucionar. El fragmento hoy denominado A es el más brillante; parece ser que se escindió del núcleo original, hoy denominado C, en algún momento entre 2012 y 2014, mientras resto de fragmentos lo hizo pocos meses antes de la recuperación del cometa en enero de 2016.